# 정종실록
《정종실록》(定宗實錄) 또는 《공정왕실록》(恭靖王實錄)은 정종 (조선) 원년(1399년)부터 정종 2년(1400년)까지의 역사를 기록한 책으로, 조선왕조실록의 한 부분이다. 편년체로 쓰여져 있다. 원래의 이름은 《공정왕실록》이었으나, 숙종 때 ‘정종’이라는 묘호를 지어올렸으므로 《정종실록》이라고 한다.

## 편찬 경위
태종이 승하한 후, 《태종실록》과 함께 세종 6년(1424년) 3월부터 편찬하기 시작해, 세종 8년(1426년) 8월에 《정종실록》을 완성하였다. 편수관은 윤회(尹淮), 신장(申檣) 둘이 동지관사(同知館事)로 참여했다.
세종 24년(1442년)에 《태종실록》과 함께 개수하였다.
원래는 묘호가 없어 명나라에서 내린 시호 ‘공정’(恭靖)을 칭호로 하여 ‘공정왕’으로 불렀으므로, 실록 또한 《공정왕실록》이 되었다. 숙종 7년(1681년)에 묘호를 ‘정종’(定宗)으로 올리면서 실록의 표제도 《정종실록》으로 바꾸었다.

## 같이 보기
- 정종 (조선)
- 조선왕조실록